# 제임스 본드 (영화 등장인물)
제임스 본드(영어: James Bond)는 이언 플레밍의 동명 소설을 원작으로 한 영화 시리즈의 주인공이다. 1962년부터 2020년까지 총 27편의 영화가 제작되었다.
총 7명의 배우가 영화에서 본드를 연기했다. 숀 코너리, 데이비드 니븐, 조지 레이전비, 로저 무어, 티머시 돌턴, 피어스 브로스넌, 대니얼 크레이그가 연기하였다. 로저무어는 시리즈에서 가장 오래 출연한 본드 배우이며, 대니얼 크레이그는 2020년 11월 공개되는 《007 노 타임 투 다이》이 공개되면 다섯번이나 작품에 참여하는 것이다.